# Elisa Brown

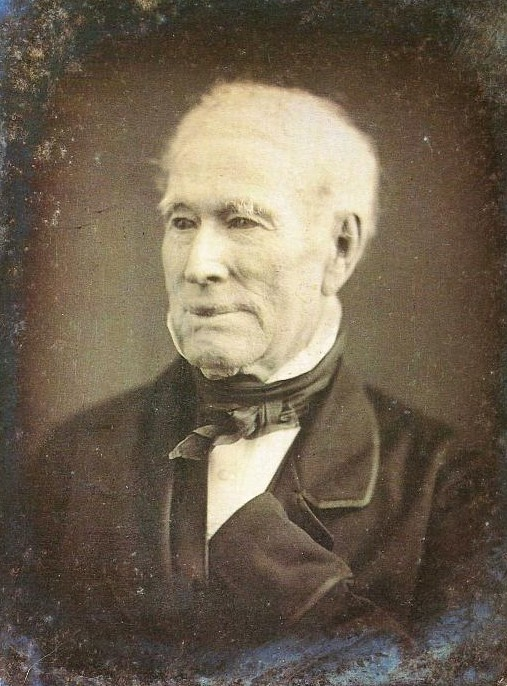
Daguerrotipo de Guillermo Brown (AGN).

Elisa Brown (o Eliza Brown; 31 de octubre de 1810-27 de diciembre de 1827) fue la hija del Almirante Guillermo Brown, prócer de la independencia argentina, y de Elizabeth Chitty.

## Biografía
Elisa nació el 20 de octubre de 1810 en Buenos Aires.
En 1826, se sumó a la flotilla dirigida por su padre y el joven marino británico Francisco Drummond, quien pronto se comprometió en matrimonio con Elisa Brown, en ese entonces de solo diecisiete años de edad. En esos momentos la República Argentina se encontraba en guerra con el Imperio de Brasil, cuya flota, muy superior en número y poder de fuego, bloqueaba el Río de La Plata.
En la jornada del 7 de abril de 1827, el primer día de la Batalla de Monte Santiago, Drummond, que se encontraba al mando del bergantín Independencia, fue herido por un disparo que le voló una oreja.
El 8 de abril de 1827, segundo día de la batalla, y tras 48 horas de combate, el Independencia había perdido a la mitad de su dotación entre muertos y heridos y tenía ya buena parte de sus cañones fuera de combate, mientras que los restantes estaban prácticamente inutilizables y carecía por completo de munición, por lo que Brown ordenó a Drummond a las 16:00 horas que evacuara y diera fuego al casco del buque, pero su tripulación se resistió a abandonar el navío y Drummond decidió acompañar la decisión. 
Drummond dejó al mando al teniente Roberto Ford y partió con el único bote aún disponible a buscar municiones en los otros buques. Lo acompañó su segundo Shannon, dado que él estaba herido y no sabía si lo acompañarían las fuerzas. 
Siempre bajo fuego enemigo, fue primero hasta el bergantín República, pero en este apenas quedaba munición, por lo que siguió bajo fuego hasta la goleta Sarandí, al mando de su amigo el capitán John Halstead Coe, pero apenas pisó la cubierta, el impacto directo de una bala de cañón de a 24 le dio en el costado derecho, a la altura del fémur, hiriéndolo de muerte. Murió a las diez de la noche, tras tres horas de agonía.
El día 9 de abril a las tres y media de la madrugada, la goleta Sarandí pudo finalmente arribar al puerto de Buenos Aires, transportando a los sobrevivientes y el cuerpo de Drummond. Francisco Drummond fue velado en la Comandancia de Marina y, con el pesar de todo Buenos Aires, fue
enterrado en el Pequeño Cementerio del Socorro.

## Muerte y legado
Ante la tragedia que pasó, la joven Elisa enloqueció. El 27 de diciembre de ese mismo año, ocho meses después de la muerte de su prometido, a las 05:30 p. m., según una carta escrita por Juan Ramón Balcarce, fue a bañarse en el Canal de las Balizas del río, en compañía de su hermano menor Eduardo, y se ahogó en uno de los "pozos", cerca de la quinta de Mateo Reid, amigo del Almirante Brown.
Fue enterrada en el Cementerio Británico de Disidentes (1821-1833) de la Iglesia del Socorro junto con Francisco Drummond, pero con posterioridad sus restos fueron trasladados al Cementerio de la Recoleta. 
Su padre, que estaba embarcado, fue notificado del hecho mediante una nota enviada por el comandante general de la Marina Matías de Irigoyen. Ya había perdido a dos hijos: uno de recién nacido y el otro de dos años de edad. Dicen que su padre nunca se repuso de la tragedia. Guillermo Enrique Hudson contaba haberlo visto muchos años después como un fantasma, vestido de negro y parado en la puerta de su casa, mirando fijamente a la distancia.
La leyenda convirtió a Elisa en una heroína trágica y a su muerte en un suicidio por desdicha. Hoy una plazoleta del barrio porteño de Barracas, en la intersección de la Avenida Martín García y Ruy Díaz de Guzmán, la recuerda.
En el Panel 43 de la Avenida del Campo (Cementerio Británico de Elcano), se encuentra una placa de mármol. Su leyenda, en inglés, dice: 

Victim of the treacherous wave/This marble o’er thy lowly grave/Thy mournful parents raise/Who whilst they weep thy helpless fate/And early virtues contemplate/Gods dispensations praised.
Víctima de la ola traicionera,/este mármol sobre tu humilde sepultura/tus padres afligidos levantan,/
quienes, mientras lloran tu destino desvalido/y tus tempranas virtudes contemplan,/las dispensaciones de Dios alaban.

El British Packet concluyó el obituario de Eliza con las siguientes palabras: "Dios quiera que puedan crecer las violetas en su tumba".